# Tranvía aéreo del Monte Ulía

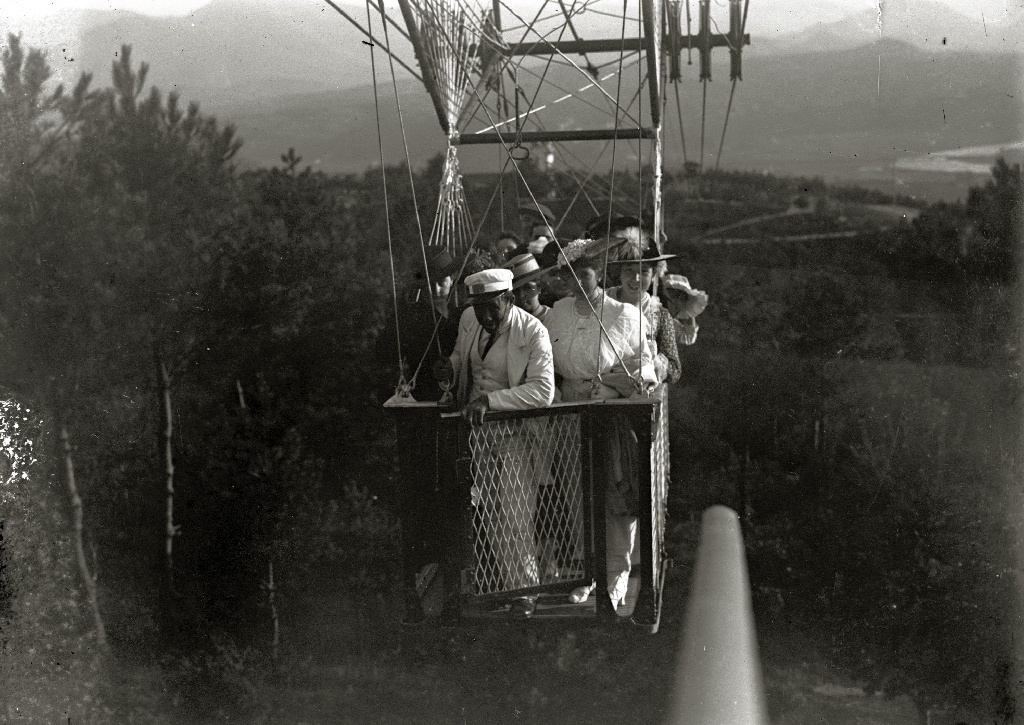
Tranvía aéreo del monte Ulía

El tranvía aéreo del monte Ulía fue el primer tranvía aéreo o transbordador apto para el transporte público de personas. Fue creado por Leonardo Torres Quevedo en 1907 y construido en un monte cercano a la ciudad de San Sebastián, el monte Ulía.

## Orígenes
Leonardo Torres Quevedo construyó en 1887 su primer transbordador. Salvando un desnivel de unos 40 metros, y con 280 metros de longitud, empleaba como tracción animal una pareja de vacas y una silla a modo de barquilla. Este experimento fue la base para la solicitud de su primera patente.
En 1890 presentó su transbordador en Suiza, donde ya se utilizaban los funiculares para el transporte de bultos (debido a su particular orografía), pero el proyecto de Torres Quevedo fue rechazado.

## Primer transbordador apto para el transporte público
El 30 de septiembre de 1907 se inauguró el primer tranvía aéreo como transporte de ascenso a la montaña que al mismo tiempo servía de atracción turística. Se instaló en el monte Ulía, en San Sebastián, desapareciendo en 1912, cuando se inauguró el Parque de Atracciones Monte Igueldo.
El problema de la seguridad estaba solucionado con un ingenioso sistema múltiple de cables-soporte, sustituyendo los anclajes de un extremo por contrapesos. El diseño resultante era muy robusto, resistiendo perfectamente la ruptura de uno de los cables de soporte. La ejecución del proyecto corrió a cargo de la Sociedad de Estudios y Obras de Ingeniería de Bilbao, que construyó con éxito otros transbordadores en otros lugares fuera de España.
El trayecto del tranvía aéreo del monte Ulía era de 280 metros de longitud, con un desnivel de 28 metros. Se realizaba en algo más de tres minutos y podían embarcar hasta 18 personas en cada viaje.
El parque de recreo de Ulía contaba con un restaurante y una gran terraza con impresionantes vistas sobre el mar y la ciudad de San Sebastián, junto con la casa rústica y las peñas del Águila, del Ballenero y del Rey.